# Солгонско възвишение
Солго̀нско възвишение (на руски: Солгонский кряж) е нископланински хребет в Южен Сибир, разположен в югозападната част на Красноярски край, в Русия. Простира се от запад-югозапад на изток-североизток на протежение от 120 km, като представлява тясна (до 40 km) връзка между планините Кузнецки Алатау на запад и Източните Саяни на изток. Разделя Чулимо-Енисейската котловина на юг от Назаровската котловина на север. Максимална височина 875 m. Изграден е от пясъчници, шисти, варовици и ефузивни скали. От него водят началото си множество малки реки (Серьож, Черновка и др.) леви притоци на река Чулим (десен приток на Об). Склоновете му са обрасли с дребнолистни смесени гори, на места с петна от смърчово-елова тайга.

## Национален Атлас на Русия
- Западни и източни Саяни[2]